# Catopuma
Catopuma és un gènere que inclou dues espècies de petits felins, el gat de Borneo (Catopuma badia) i el gat daurat asiàtic (Catopuma temminckii).
Ambdues espècies tenen generalment un pelatge de color marró vermellós, amb marques fosques al cap. Viuen en ambients boscosos del sud-est asiàtic, estant el gat de Borneo restringit a l'illa de Borneo. Es creu que originalment les dues espècies eren el mateix animal, fet confirmat pels recents estudis genètics.
Les dues espècies provenen d'una única espècie de fa entre 4,9 i 5,3 milions d'anys, molt abans que Borneo se separés de les seves illes veïnes. El seu parent vivent més proper és el gat marbrat, el qual prové d'un ancestre comú amb el gènere Catopuma de fa 9,4 milions d'anys.

## Taxonomia
- Gènere Catopuma
  - Gat de Borneo (Catopuma badia)
  - Gat daurat asiàtic (Catopuma temminckii)
    - Catopuma temminckii temminckii
    - Catopuma temminckii dominicanorum
    - Catopuma temminckii tristis